# 牧野洋 (工学者)
牧野 洋（まきの ひろし、1933年（昭和8年）12月10日 - 2021年10月5日）は、日本の機構学、ロボット工学の研究者、技術者。技術士（機械部門）、工学博士（東京大学）。山梨大学名誉教授、自動化推進協会名誉会長で、牧野オートメーション研究所代表。ロボット殿堂入りした組み立て用産業用ロボット「SCARA（スカラ）」の開発者で、カムやロボットなどの機構解析でも顕著な業績を挙げている。
山梨大学教授、同 地域共同開発研究センター長、精密工学会自動組立専門委員会委員長、自動化推進協会会長などを歴任。「牧野の平面三角法」「牧野座標系」「牧野機構学」など、名前を冠する用語もある。1985年エンゲルバーガー賞、アセア・ゴールデンロボット賞、2013年瑞宝中綬章。

## 来歴

### 自動組立機械の研究開発
東京大学卒業後、松下電器産業株式会社に入社。中央研究所（後の生産技術研究所）機械部で2年程設計見習いをした後、放電加工機の研究に従事する。その後設計部に移り、自動組立に関するバレルカム式のインデックステーブルの開発研究、自動ねじ締め機の試作などを行った。山梨大学に着任してからも自動組立機械の研究に従事し、カム機構を中心に理論解析、設計手法の開発を行った。1968年に設立された精機学会の自動組立専門委員会（谷口紀夫会長、後の精密工学会生産自動化専門委員会）などの学会活動も行い、1972年に設立された自動組立懇話会（後の自動化推進協会）では会長を務めた。
1973年1月～1975年9月まで、日刊工業新聞社の「機械設計」誌に「自動機械のための機構学」を連載する。これをまとめ直したものが、同社から1976年に「自動機械機構学」として出版された。この書籍ではベクトルによる解析や空間機構の解析、機構のシンセシス手法が盛り込まれ、内外の研究者に影響を与えた。

### 機構学・ロボット研究と産学連携
自動組み立てのためのNCアセンブリセンタを志向し、組み立て作業に適したコンプライアンス（柔らかさ）を構造的に持つ、SCARA（Selective Compliance Assembly Robot Arm）を考案する。1978年4月には産学連携でSCARA研究会を立ち上げ、実用化を推進する。これはロボット業界における産学連携の成功例であり、組立分野にロボットが普及した契機となった。SCARAは水平多関節ロボットの代名詞となり、カーネギーメロン大学のロボット殿堂入りを果たしている。
また、その中でカム曲線をロボットの動作制御に応用し、クロソイド曲線を応用した経路補間法についても研究を進めた。この間、加茂精工から相談されたボール減速機について、理論解析を寺田英嗣（現山梨大学教授）と行い、同発明品の理論的裏付けを与えた。
その他に、山梨大学では古屋信幸、明愛国、寺田英嗣らとともに、球面SCARAの開発やステュアートプラットフォーム（パラレルメカニズムの一種）の折り紙解などの研究を行った。産学連携に関するものとして、3次元ロボットティーチング装置、及びそのキャリブレーション（校正）、球面SCARAロボットの制御、マルチロボットシステムの制御、ビジョンによるロボットピッキング、トロコイド歯車などの研究を行った。また、山梨大学地域共同開発共同研究センター長にも就任している。

### 大学退官後、牧野オートメーション研究所
1999年に山梨大学を定年退官後も、牧野オートメーション研究所を設立して技術者として活動する。THK(株)のメカトロ事業の立ち上げに協力し、2000年5月から3年程センター長にも就任している。この間、トロコイドスプロケットの研究において、再び企業側から産学連携に携わっている。自動化推進協会においては、「自動化こぼれ話」の連載、同会が実施する「メカトロニクス技術認定試験」の試験委員長を務めたり、機構解析手法やカム設計手法の講座を担当している。
また、株式会社マッスルにも関与し、「ロボやんプロジェクト」に機構部企画開発ディレクターとして参画しており、同社が開発した介護ロボット「ROBOHELPER SASUKE」の機構設計にも協力している。また、日本省力機械（株）と（株）ソノテックが共同で開発した繊維強化プラスチックを切断する機械でも、軌跡制御ソフトウェアの開発を担当した。

## 人物
牧野は東京に生まれ、満州で育った。祖父は牧野菊之助。クラシック音楽鑑賞（特にプロコフィエフ）やテニスが趣味で、キリマンジャロコーヒーやカナディアン・ウイスキーを好む。

## 履歴

### 略歴
- 1952年3月 - 東京都立新宿高等学校卒業
- 1956年3月 - 東京大学工学部精密工学科卒業。
- 1956年4月 - 松下電器産業(株)入社。中央研究所、生産技術研究所で勤務。
- 1966年7月 - 山梨大学工学部 助教授。
- 1976年4月 - 東京大学において論文博士で工学博士号を取得。
- 1976年7月 - 山梨大学工学部 教授[38]、
- 1996年4月 - 山梨大学 地域共同開発研究センター長。
- 1999年3月 - 山梨大学 定年退官[2]、同大学名誉教授、牧野オートメーション研究所 代表[39]。
- 2000年5月 - THK(株) MRCセンター所長[2]。
- 2003年3月 - 牧野オートメーション研究所 代表[2]。

### 受賞・栄典
- 1981年 - 第1回 精機学会技術賞（昭和56年度）[注釈 2]
- 1983年 - 科学技術功労者賞[2]
- 1988年 - 第11回 精密工学会賞（昭和63年度）[注釈 3]
- 1985年 - エンゲルバーガー賞（J.F. Engelberger Award）[40][2]
- 1985年 - アセア・ゴールデンロボット賞（ASEA Golden Robot Award）[2]
- 2005年 - SCARAがロボット殿堂入り（Robot Hall of Fame, Carnegie Mellon University）[41]
- 2008年 - SCARA試作機が国立科学博物館の重要科学技術史資料に登録[注釈 4]
- 2012年 - 日本ロボット学会 名誉顧問[2]
- 2013年 - 瑞宝中綬章[43]
- 2013年 - 財団法人FA財団 平成25年度論文賞[44][注釈 5]
- 2021年 - 正四位[3]

### 社会的活動
（学術団体）
- 精密工学会（旧 精機学会） - 名誉会員、自動組立専門委員会 会長（1983年～1994年3月）[45]
- 日本機械学会
- 日本ロボット学会 - フェロー（2002年）、名誉顧問（2012年）[2]

（その他）
- 自動化推進協会 - 初代会長、名誉会長
- 日本カム工業会 - 顧問
- SCARAロボット研究会 - 産学共同研究コンソーシアム

## 著作

### 学位論文
- 『自動組立機械におけるカム応用』東京大学〈博士論文（乙第3899号）〉、1976年4月。

### 主著
- 『自動機械機構学』日刊工業新聞社、1976年。ISBN 4-526-00864-8。
- 『裏返しのメニュー －自動化こぼれ話－』技術調査会、1984年3月。ISBN 4-915-53704-8。
- 『シーバス・リーガル・ロボット －自動化こぼれ話・2－』技術調査会、1987年7月。ISBN 4-915-53718-8。
- 『3次元機構学』日刊工業新聞社、1998年12月。ISBN 978-4526042751。

### 共著
- 高野正晴と『精密工学講座6 機械運動学』コロナ社、1978年。ISBN 978-4-339-04150-7。
- 謝存禧、鄭時雄と『ロボット機構学』日刊工業新聞社、1988年。ISBN 978-4-526-02318-7。

### 連載
- 「自動化こぼれ話」 - 『自動化推進』（1979年2月～、#外部リンクも参照。）
- 「自動化こぼれ話」 - 『メカトロニクス』（1980年1月～1981年1月、1982年9月～1983年12月）
- 「裏返しのメニュー」 - 『メカトロニクス』